# Amadeo Luciano Lorenzato
Amadeo Luciano Lorenzato (Belo Horizonte, 1 de janeiro de 1900 — por volta de 1995), conhecido como Lorenzato foi um pintor modernista brasileiro. Suas pinturas em estilo primitivista retratam a paisagens e o dia-a-dia do subúrbio de Belo Horizonte. É considerado uma das maiores personalidades das artes visuais de Minas Gerais.

## Biografia
Filho de imigrantes italianos, foi educado na capital mineira, estudou na Escola Dante Alighieri, da Casa da Itália, um grêmio cultural dos imigrantes da capital, e no Grupo Escolar Silviano Brandão. Pintou paredes após instruções de Américo Grande e foi ajudante de Caminho Caminhas, o único empreiteiro atuante na área de pintura.
Em 1920, a família Lorenzato retornou à Itália em fuga contra a gripe espanhola e começa a trabalhar em Arsiero como pintor de paredes na reconstrução da cidade.
Em 1925, já estava ligado à Real Academia de Arte em Vicenza. Em 1926, em Roma, foi influenciado pelo pintor e caricaturista holandês Cornelius Keesman, companheiro de pinturas de paisagens e visitas a igrejas e palácios. Lorenzato ainda esteve em diversas partes da Itália, tendo viajado de bicicleta pelo Leste Europeu, e passado por Paris.
Em 1948, durante a Segunda Guerra, voltou ao Brasil e se instalou no Rio de Janeiro, onde foi empregado do Hotel Quitandinha, em Petrópolis. As economias garantiram o retorno da esposa ao Brasil, Emma Casprini, e do filho do casal.
Em 1950, retornou a Belo Horizonte, onde passou a trabalhar na construção civil. O ofício continuou até 1956, quando teve uma perna fraturada. A partir daí, desenvolveu suas pinturas em tela, conhecidas apenas pelos familiares até 1964. Em 1967, aconteceu a primeira exposição individual do artista no Minas Tênis Clube, organizada por Palhano Júnior, crítico e jornalista.
O legado deixado pelo artista é formado por dezenas de quadros que retratam a paisagem de bairros populares. Lorenzato foi homenageado em diversas ocasiões, como ao emprestar nome a uma praça em 1996, Bairro Pilar, em Belo Horizonte.

## Exposições
- 2022 Lorenzato: Paisagnes, Gomide&Co, São Paulo, Brasil
- 2019 Amadeo Luciano Lorenzato, S|2 Gallery, Londres, UK
- 2019 Amadeo Luciano Lorenzato, David Zwirner Gallery, Londres, UK
- 2019 Lorenzato, Mendes Wood DM, Nova York, USA
- 2018 Mínimo, múltiplo, comum, Estação Pinacoteca, São Paulo, Brasil
- 2017 Lorenzato: Simple Singular, Minas Tênis Clube, Belo Horizonte, Brasil
- 2016 A Certain Look – Coleção Celma Albuquerque, Galeria Estação, São Paulo, Brasil
- 2014 Lorenzato, the grandeur of modesty, Galeria Estação, São Paulo, Brasil
- 2014 Lorenzato: And you cannot even imagine that I am epaminondas, Galeria Bergamin & Gomide, São Paulo, Brasil
- 2008 Manoel Macedo Galeria de Arte, Belo Horizonte, Brasil
- 2007 Manoel Macedo Galeria de Arte, Belo Horizonte, Brasil
- 2001 100 anos de Lorenzato, Galeria da Escola Guignard, Belo Horizonte, Brasil
- 2000 100 anos de Amadeo Lorenzato, Casa dos Contos, Belo Horizonte, Brasil
- 1996 Artistas Populares de Belo Horizonte, Centro Cultural da UFMG, Belo Horizonte, Brasil
- 1995 Museu de Arte da Pampulha, Belo Horizonte, Brasil
- 1994 Galeria da Caixa, Belo Horizonte, Brasil
- 1988 Manoel Macedo Galeria de Arte, Belo Horizonte, Brasil
- 1986 Espaço Asal, Belo Horizonte, Brasil
- 1984 Casa dos Contos, Belo Horizonte, Brasil
- 1982 Mostra Nacional de Pintura Populares, Bauru, Brasil
- 1981 Galeria Brasiliana, São Paulo, Brasil
- 1981 Exposição de Arte e Artesanato, Belo Horizonte, Brasil
- 1980 Gente da Terra, Paço das Artes, São Paulo, Brasil
- 1980 Primitivos Mineiros, Mandala Galeria de Arte, Belo Horizonte, Brasil
- 1977 Galeria Memória Cooperativa de Arte, Belo Horizonte, Brasil
- 1976 Salão do Pequeno Quadro, Galeria da Escola Guignard, Belo Horizonte, Brasil
- 1976 Galeria Memória Cooperativa de Arte, Belo Horizonte, Brasil
- 1973 Galeria Arte e Livro, Belo Horizonte, Brasil
- 1973 Petit Palais, Paris, França
- 1973 Third Bratislava Triennial, Bratislava, Czechoslovakia
- 1971 Galeria Chez Bastião, Belo Horizonte, Brasil
- 1970 Semana do Folclore, Galeria Minart, Belo Horizonte, Brasil
- 1970 Cinco primitivos, Galeria Guignard, Belo Horizonte, Brasil
- 1967 Minas Tênis Clube, Belo Horizonte, Brasil
- 1965 Salão Jovem, Minas Tênis Clube, Belo Horizonte, Brasil
- 1964 Minas Tênis Clube, Belo Horizonte, Brasil